# Cestrum johnniegentrianum
Cestrum johnniegentrianum là loài thực vật có hoa trong họ Cà. Loài này được D'Arcy publ. 1974 mô tả khoa học đầu tiên năm 1973.